# گیرنده فاکتور رشد اپیدرمی
گیرنده فاکتور رشد اپیدرمی (انگلیسی: Epidermal growth factor receptor) که با نام‌های اختصاری دیگری همچون «EGFR", "ErbB-1» و «HER1» هم شناخته می‌شود، یک پروتئین تراپوسته‌ای است که در نقش یک گیرنده برای فاکتور رشد اپیدرمی با لیگاند خارج‌سلولی عمل می‌کند.
این گیرنده یکی از اعضای خانوادهٔ بزرگ «ErbB» و نوعی تیروزین کیناز گیرنده‌ای است. جهش در ژن‌های مسئول این پروتئین‌ها در بروز بسیاری از انواع سرطان‌ها نقش دارد.
فاکتور رشد اپیدرمی و گیرنده‌اش توسط استنلی کوهن در دانشگاه وندربیلت کشف شد. وی به همراه ریتا لوی مونتالچینی در سال ۱۹۸۶ میلادی بابت کشف فاکتور رشد برندهٔ جایزه نوبل فیزیولوژی و پزشکی شدند.
کاهش سیگنالینگ (پیام‌رسانی) در گیرنده فاکتور رشد اپیدرمی و سایر تیروزین کینازهای گیرنده‌ای با بروز برخی بیماری‌ها همچون آلزایمر در ارتباط است. همچنین افزایش سیگنالینگ در این گیرنده‌ها با بروز تعداد فراوانی از سرطان‌ها نقش دارد.